# 会仙山摩崖石刻
会仙山摩崖石刻，位于中国广西壮族自治区宜州市城北会仙山，为一个全国重点文物保护单位，类型为石刻，为第四批广西壮族自治区文物保护单位，公布时间为2013年5月。
会仙山摩崖石刻的历史年代为宋－民国。